# ماساهيكو إينوها
ماكوتو هاسيبي (مواليد 28 أغسطس 1985 في ميازاكي، ميازاكي - اليابان) لاعب كرة قدم ياباني يلعب حاليا لصالح نادي الدرجة الأولى في الدوري الياباني، نادي جوبيلو إيواتا الياباني منذ 2013 في مركز الدفاع.

## روابط خارجية
- ماساهيكو إينوها على موقع الاتحاد الدولي (مؤرشف)  (الإنجليزية)
- ماساهيكو إينوها على موقع رابطة كرة القدم اليابانية للمحترفين (اليابانية)
- ماساهيكو إينوها على موقع قاعدة بيانات كرة القدم.إي يو (الإنجليزية)
- ماساهيكو إينوها على موقع ناشيونال فوتبول تيمز (الإنجليزية)
- ماساهيكو إينوها على موقع Soccerway.com (الإنجليزية)
- ماساهيكو إينوها على موقع عالم كرة القدم.نت (الإنجليزية)
- ماساهيكو إينوها على موقع كووورة
- ماساهيكو إينوها على موقع AS.com (الإسبانية)